# Diana Pretzell
Diana Pretzell (* 1971) ist eine deutsche Politikerin (Bündnis 90/Die Grünen). Sie ist seit  2021 Bürgermeisterin des Dezernats V in Mannheim und ist seit 25. Juli 2023 Erste Bürgermeisterin der Stadt Mannheim.

## Leben
Diana Pretzell studierte Forstwissenschaften in Freiburg und Journalismus in Hohenheim. 2003 schloss sie ihre Dissertation zum Thema „Öffentlichkeitsarbeit im Naturschutz“ ab.
Sie wirkte bei der Etablierung der PLENUM Naturgarten Kaiserstuhl GmbH mit. Dort band sie Unternehmen und Gastronomie in den Naturschutz ein. Die Naturgarten Kaiserstuhl GmbH entwickelte mit Gastronomen das Label „Kaiserlich genießen“. In ihrer Zeit beim Naturgarten Kaiserstuhl begründete Pretzell fünf Stadt-Land Partnerschaften zwischen Freiburg und Kaiserstuhl und erhielt den baden-württembergischen Landestourismuspreis.
2012 wechselte Pretzell zum WWF Deutschland. Als Leiterin für Naturschutz in Deutschland und später als Direktorin für Biodiversitätspolitik verantwortete sie unter anderem das Politikleitungsteam, mit welchem sie zahlreiche Projekte auf der Ebene der Bundesländer, des Bundes und der EU initiierte. So bewirkte sie beispielsweise eine gesellschaftliche Verankerung des Umweltschutzes durch Kooperationen mit dem SC Freiburg und dem Deutschen Fußball-Bund. Weiterhin war sie am Aufbau und der Umsetzung des Deutschlandprogramms des WWF beteiligt. Weitere Themenfelder, die sie verantwortete, waren: Klimaanpassung, Ausbau der Energiewende, Land- und Forstwirtschaft, Digitalisierung, Schifffahrt und Ausbau der Verkehrswege. Diana Pretzell hatte Aufsichtsratsposten im Europabüro und Osteuropa-Programms des WWF inne.

## Politik
Seit 2021 ist sie Umweltbürgermeisterin der Stadt Mannheim. In dieser Funktion ist sie zuständig für Klima und Umweltschutz. In ihrer Rolle als Bürgermeisterin begleitet sie aktiv die Bundesgartenschau in Mannheim 2023 mit. Als Bürgermeisterin arbeitet sie an Mannheims „Local Green Deal“, der lokalen Umsetzung des European Green Deals, mit.
Kraft ihres Amtes sitzt sie im Aufsichtsrat der Stadtpark GmbH und Abfall GmbH Mannheim.
Seit Dezember 2021 ist sie Mitglied im baden-württembergischen Landesvorstand der Grünen.
Nachdem der bisherige Erste Bürgermeister Christian Specht zum Oberbürgermeister von Mannheim gewählt worden war, wurde Pretzell in der Sitzung des Mannheimer Gemeinderats vom 25. Juli 2023 für die Dauer von acht Jahren zur Ersten Bürgermeisterin und damit Stellvertreterin des Oberbürgermeisters gewählt.

## Engagement
Als Gründungsmitglied saß sie bis 2012 im Aufsichtsrat der Regionalwert AG. 2014 bis 2021 war sie eine von 17 Experten im UNESCO Nationalkomitee „Der Mensch und die Biosphäre“ (MAB). 2016 bis 2020 war sie Mitglied im Beirat „Blaues Band“, ein Förderprogramm des Bundesverkehrs- und Bundesumweltministeriums zur Renaturierung von Flüssen und Auen.
2014 bis 2015 absolvierte sie das „Executive Transition Program – Leading at the TOP“ an der European School of Management and Technology ESMT in Berlin.
Pretzell ist seit 2017 Honorarprofessorin an der Hochschule für nachhaltige Entwicklung Eberswalde (HNEE). Dort lehrt sie zum Thema „Öffentlichkeitsarbeit im Umwelt- und Naturschutz“.

## Privates
Sie lebt mit ihrem Mann und ihrem Sohn in Mannheim.